# Lex Trebonia
La Lex Trebonia fu approvata nel 55 a.C. durante il consolato di Marco Licinio Crasso e Gneo Pompeo, e prende il nome da Gaio Trebonio, il tribuno della plebe che la propose. La legge attuava parte dell’accordo tra Cesare, Pompeo e Crasso (definito Primo triumvirato) rinnovato con l’incontro di Lucca del 56 a.C.. Essa infatti assegnava, per cinque anni, a Pompeo il proconsolato su Spagna Citeriore e Ulteriore e a Crasso il proconsolato sulla Siria. Nello stesso periodo veniva approvata, a nome dei due consoli, la Lex Licinia Pompeia che estendeva il proconsolato di Cesare sulla Gallia per altri cinque anni. In questo modo i tre uomini avevano i mezzi per continuare a perseguire i propri obiettivi politici e militari.
In particolare, con la Lex Trebonia, che prevedeva per entrambi i futuri proconsoli il diritto di arruolare truppe a piacimento, di dichiarare guerra e di firmare la pace, avrebbe consentito a Crasso, il quale vagheggiava la grande impresa militare che lo ponesse sullo stesso piano degli altri due triumviri, Pompeo e Cesare, di imbarcarsi nella disastrosa campagna contro i Parti nella quale avrebbe trovato la morte. Pompeo invece, al termine del mandato consolare, annunciò che avrebbe governato le proprie province per mezzo dei suoi luogotenenti (cosa che violava la consuetudine) e che sarebbe restato nei pressi di Roma. A fargli prendere questa decisione contribuirono tre fattori: la preoccupazione per la salute della moglie Giulia, che stava affrontando una gravidanza difficile, la considerazione che la Spagna non offriva prospettive di conquista prestigiose e, cosa più importante, il voler restare vicino al centro della politica romana.
La legge dimostrava che i triumviri oramai "non tentavano neanche più di mascherare lo strapotere di cui disponevano" e che non si peritavano di piegare al proprio personale interesse la politica della repubblica.